# Лавлок (индейская колония)
Лавлок (англ. Lovelock Indian Colony) — индейская колония, расположенная в северо-западной части штата Невада, США.

## История
Группа северных пайютов, которая жила в районе озера Гумбольдт и близ современного города Лавлок, называла себя купадокадо или куп-тикутта («Едоки сусликов»), так как их основной пищей были суслики. Кроме них, они охотились на зайцев, сурков, уток и гусей, занимались также собирательством и рыболовством. С увеличением потока поселенцев на земли Невады, усилилась конкуренция за скудные ресурсы, в результате чего, купадокадо приняли участие в вооружённых конфликтах с белыми людьми в начале второй половины XIX века.
В 1891 году группа казнила последнюю подозреваемую ведьму в Соединённых Штатах, знахарку шошонов по имени Уиннешейка. В 1907 году для купадокадо была основана индейская резервация (колония) Лавлок.

## География
Резервация находится в округе Першинг, штат Невада. Её общая площадь составляет 0,084 км² или немногим более 20 акров.  Штаб-квартира племени находится в городе Лавлок.  

## Демография
В 1990 году в резервации проживало 80 членов племени, а в 1992 году в племя лавлок-пайюты было зачислено 110 человек.
По данным федеральной переписи населения 2010 года, в колонии проживало 88 человек. Согласно федеральной переписи населения 2020 года в Лавлоке проживало 95 человек, насчитывалось 36 домашних хозяйств и 37 жилых домов. Средний возраст, проживающих в колонии, составлял 23,8 лет. Средний доход на одно домашнее хозяйство в индейской колонии составлял 35 833 доллара США. Около 46,4 % всего населения находились за чертой бедности, в том числе 40,7 % тех, кому ещё не исполнилось 18 лет, и 75 % старше 65 лет.
Расовый состав распределился следующим образом: белые — 18 чел., афроамериканцы — 0 чел., коренные американцы (индейцы США) — 62 чел., азиаты — 0 чел., океанийцы — 0 чел., представители других рас — 2 чел., представители двух или более рас — 13 человек; испаноязычные или латиноамериканцы любой расы составили 12 человек. Плотность населения составляла 1 131 чел./км².

## Комментарии
1. ↑  В состав резервации входит часть населённого пункта.